# Erich Albrecht (Jurist)

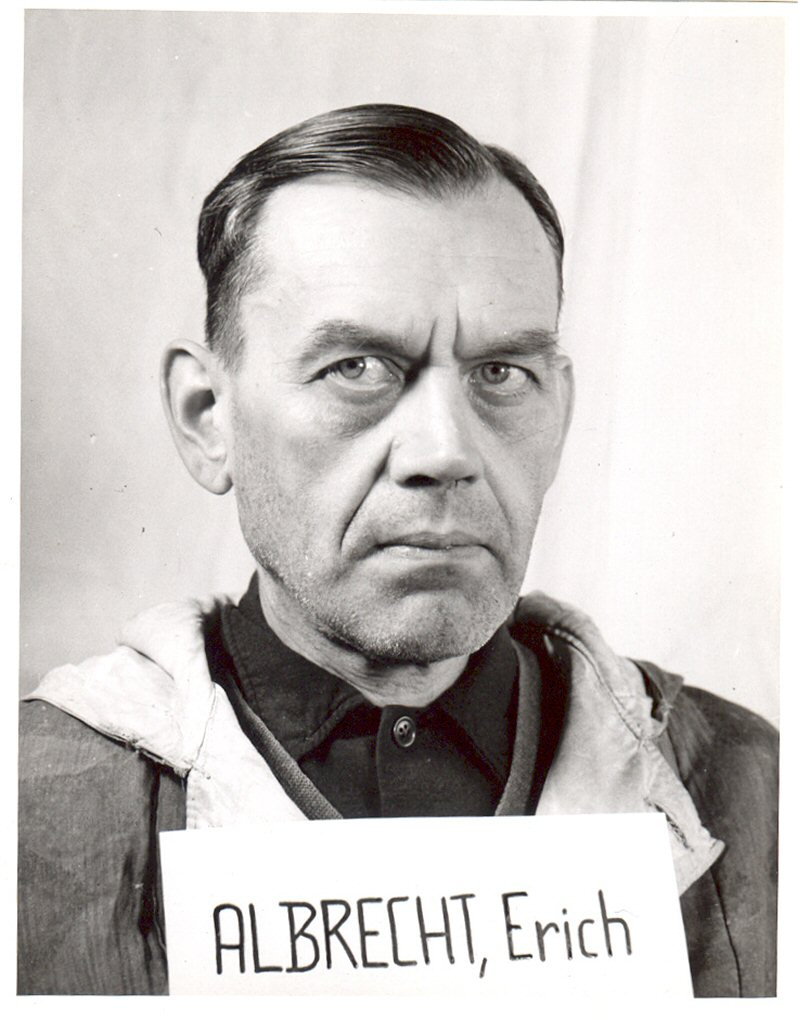
Erich Albrecht als Zeuge bei den Nürnberger Prozessen

Adolf Erich Albrecht (* 8. August 1890 in Kronstadt, Siebenbürgen; † 4. Februar 1949 in Stuttgart) war ein deutscher Jurist und Diplomat. Er wurde vor allem bekannt als Leiter der Rechtsabteilung des Auswärtigen Amtes in den Jahren 1943 bis 1945.

## Leben und Wirken

### Jugend und Ausbildung
Albrecht war der Sohn des Buchhändlers und Druckereibesitzers Adolf Albrecht. Nach dem Besuch von Realgymnasien in Dresden (Ostern 1900 bis Herbst 1905) und München (Herbst 1905 bis Juni 1907) absolvierte er sein letztes Schuljahr in Zittau, wo er am 23. März 1908 das Abiturexamen bestand. Anschließend studierte Albrecht von 1908 bis 1912 Rechtswissenschaften in Leipzig (Sommersemester 1908 bis Sommersemester 1909) und Berlin (Wintersemester 1909/1910 bis Wintersemester 1910/1911). Anschließend wechselte er als Doktorand an die Universität Bonn. Mit mündlicher Prüfung vom 29. Februar 1912 promovierte er mit einer von Karl Berbohm betreuten Dissertation über die Requisition von Privateigentum zum Dr. jur. Das Referendarexamen bestand er am 29. September 1912.
Von Oktober 1912 bis September 1913 gehörte Albrecht als Einjährig-Freiwilliger der Preußischen Armee an. Anschließend begann er seinen Juristischen Vorbereitungsdienst, der durch die Teilnahme am Ersten Weltkrieg vom 1. August 1914 bis 28. November 1918 unterbrochen wurde. Nach Kriegsende beendete er seine Ausbildung, die er am 15. November 1920 mit dem Bestehen der Großen Juristischen Staatsprüfung abschloss.

### Laufbahn im Justizdienst und im Auswärtigen Dienst
Seit dem 1. Dezember 1920 war Albrecht als Staatsanwalt bei der Staatsanwaltschaft beim Landgericht II in Berlin tätig. Von dort wechselte er zum 7. Februar 1922 zum Deutsch-Englischen Gemischten Schiedsgericht in Berlin und London, zuletzt im Rang eines Geheimen Justizrates.
Zum 12. Juli 1928 wurde Albrecht in den Auswärtigen Dienst berufen. Sein Dienstantritt im Auswärtigen Amt erfolgte am 1. Oktober 1928. Dort wurde er der von Friedrich Gaus geleiteten Abteilung V (Recht) zugeteilt, in der er im Referat für Internationalen Rechtsschutz (Ref. Z) Verwendung fand. In dieser Eigenschaft wurde er nacheinander zum Legationsrat (14. November 1929), Legationsrat 1. Klasse (1. August 1931) und zum Vortragenden Legationsrat (22. Dezember 1932) befördert. Nachdem er die Stellung als Referent für Internationalen Rechtsschutz fast acht Jahre lang bekleidet hatte, wurde Albrecht Mitte 1936 zum Referenten des Auswärtigen Amtes für Völkerrecht (Ref. 1) ernannt. Ein Jahr später, 1937, wurde er zum Stellvertretenden Leiter der Rechtsabteilung berufen, womit er nach Gaus der zweithöchste Mann seiner Abteilung geworden war. Am 10. März 1942 wurde er in dieser Eigenschaft zum Gesandten 1. Klasse als Ministerialdirigent befördert.
1943 war Albrecht der einzige amtierende Abteilungsleiter im AA, der kein Parteibuch der NSDAP besaß. Er hatte allerdings in den Jahren 1939, 1941 und 1943 insgesamt drei Anträge auf Mitgliedschaft in der NSDAP gestellt, die von der Parteibürokratie aber abgelehnt wurden.
Im März 1943 oder zum 1. Oktober 1943 wurde Albrecht als Nachfolger von Gaus zum Leiter der Rechtsabteilung des Auswärtigen Amtes ernannt. Als im Juni 1941 600 niederländische Juden als angebliche Urheber von Unruhen in den Niederlanden verhaftet und in Lager innerhalb des Reiches deportiert worden waren, wurde der schwedische Gesandte in seiner Funktion als Vertreter von Schweden als Schutzmacht der Niederlande beim Auswärtigen Amt vorstellig und bat, ihm einen Besuch bei den noch lebenden Häftlingen zu ermöglichen. Im Zuge der Ablehnung dieser Bitte und um außenpolitische Probleme wegen Judenverfolgungen künftig zu vermeiden, empfahl Albrecht als Leiter der Rechtsabteilung seinem Staatssekretär Ernst von Weizsäcker am 31. Juli 1941:

„zu prüfen, ob es notwendig ist, dass die Polizei auf diese Weise auch weiter den interessierten Kreisen Material liefert, aus denen sie das Ergebnis der getroffenen Maßnahmen authentisch feststellen können […] Falls es unvermeidlich ist, die niederländischen Juden außerhalb der Niederlande unterzubringen, wäre es zweckmäßig, wenn die Polizei über den Unterbringungsort sowie über die etwaigen Sterbefälle keine Mitteilungen nach außen gelangen ließe.“

In der Schlussphase des Krieges, nachdem das Gros der Mitarbeiter des Amtes aus Berlin in Ausweichquartiere evakuiert worden war, war Albrecht mit der Leitung des Berliner Auswärtigen Amtes und des dort verbliebenen Personals betraut.

### Kriegsende und Nürnberger Prozesse
Bei Kriegsende wurde Albrecht in der Nähe des österreichischen Fuschl am See von der 7. US-Armee aufgegriffen und geriet in alliierte Kriegsgefangenschaft. In der Folge wurde er im Rahmen der Nürnberger Prozesse als Zeuge zu zahlreichen Verbrechen des NS-Staates auf außenpolitischem Gebiet und zur Rolle, die das Auswärtige Amt und sein Personal bei diesen spielten, vernommen: So unter anderem zu den Kommissarbefehlen, zu Geiselerschießungen als politische Vergeltungsmaßnahme im Partisanenkampf sowie der Erschießung von 50 britischen Kriegsgefangenen, denen 1944 die Flucht aus einem Luftstalag gelungen war. Noch heute größere Beachtung finden Albrechts Aussagen zur Deportation und Ermordung großer Teile der europäischen Juden in den deutsch besetzten Gebieten Osteuropas in den Jahren 1942 bis 1945. Für den sogenannten Wilhelmstraßen-Prozess gegen Angehörige des Auswärtigen Amtes (AA) und anderer Ministerien jedoch war Albrecht bis August 1947 als Angeklagter vorgesehen, ehe er wie auch eine Reihe anderer Diplomaten des AA auf der von ursprünglich fünfzehn auf acht Personen ausgedünnten Liste der Anzuklagenden des AA gestrichen wurde.

## Schriften
- Über Requisitionen von neutralem Privateigentum, insbesondere von Schiffen, Breslau 1912. (Dissertation)